# Овсянниково (присілок, Дмитровський міський округ)
Овся́нниково (рос. Овсянниково) — присілок у складі Дмитровського міського округу Московської області, Росія.

## Населення
Населення — 5 осіб (2010; 0 у 2002).